# L'orchestrale freddo
L'orchestrale freddo (Three Little Bops) è un film del 1957 diretto da Friz Freleng. È un cortometraggio d'animazione della serie Looney Tunes, uscito negli Stati Uniti il 5 gennaio 1957. La trama è un seguito della favola I tre porcellini raccontato come un musical in cui i porcellini sono musicisti jazz e il lupo cattivo è un trombettista incapace che tenta invano di unirsi a loro. Diversamente dalla maggior parte dei cartoni Warner Bros. dell'epoca, il film non vede la partecipazione né del doppiatore Mel Blanc (poiché tutti i ruoli sono ricoperti da Stan Freberg) né del compositore Milt Franklyn (sostituito dal trombettista jazz Shorty Rogers), ed è uno dei pochi a non terminare con il cartello "That's all folks!".
Il cartone animato fu inserito in una forma abbreviata nel film del 1981 Looney, Looney, Looney Bugs Bunny Movie, come parte di uno spettacolo di premiazione fittizio chiamato "premi Oswald"; nel film vi sono anche brevi interviste con il lupo e i porcellini mentre arrivano a teatro con Porky Pig durante il pre-show della premiazione.

## Trama
I tre porcellini sono diventati un trio di musicisti jazz che suona in vari locali. Durante un loro concerto alla Casa di Paglia, appare il lupo cattivo che si dimostra amichevole e annuncia di voler unirsi alla band. Il lupo però si rivela subito un pessimo trombettista, così i porcellini lo cacciano. Insultato, il lupo reagisce usando la tromba per abbattere la Casa di Paglia, costringendo i porcellini a recarsi alla Locanda Rugiada, costruita con assi di legno. Anche qui però arriva il lupo che si mette a suonare con loro, venendo buttato fuori nuovamente. Il lupo reagisce abbattendo la Locanda Rugiada, così i porcellini decidono di andare a suonare in un locale di mattoni. In quest'ultimo i lupi non sono ammessi, così il canide non riesce a entrarvi e nemmeno ad abbatterlo con la tromba. Il lupo allora prova a unirsi ai porcellini usando alcuni trucchi e travestimenti, ma viene sempre scoperto e buttato fuori, finché uno dei porcellini non chiude la porta a chiave. A questo punto il lupo decide di far saltare in aria il locale accendendo un grosso cilindro di tritolo ma, mentre lo porta vicino all'entrata, esso esplode e il lupo viene ucciso. Egli viene mandato all'Inferno, dove però il suo modo di suonare la tromba migliora. Quando i porcellini lo sentono, uno di loro dice: "Quel diavolaccio ha imparato a suonare, bisogna scaldarsi per farlo bene!". Lo spirito del lupo si solleva quindi dal pavimento e, ora suonando con perizia, si unisce alle note finali, spingendo i porcellini a modificare il nome della loro band ne "I tre porcellini più uno".

## Distribuzione

### Edizione italiana
Il primo doppiaggio italiano, effettuato per la trasmissione televisiva negli anni ottanta, fu eseguito dalla Effe Elle Due e diretto da Franco Latini su dialoghi di Maria Pinto. Questi ultimi sono privi di rime e spesso differenti da quelli originali; la narrazione e alcune battute dei protagonisti rimasero però in inglese. Nel 1999, sempre per la trasmissione televisiva, il corto fu ridoppiato dalla Time Out Cin.ca sotto la direzione di Massimo Giuliani.

### Edizioni home video

#### Laserdisc
- Looney Tunes: Curtain Calls - Classic Music and Show Business Cartoons (3 febbraio 1993)

#### DVD e Blu-ray Disc
Il corto fu pubblicato in DVD-Video in America del Nord nel quarto disco della raccolta Looney Tunes Golden Collection: Volume 2 (intitolato Looney Tunes All-Stars: On Stage and Screen) distribuita il 2 novembre 2004, dove è visibile anche con tre tracce audio alternative: un commento di Jerry Beck, la colonna musicale (solo per la prima metà) e la registrazione dei dialoghi; il DVD fu pubblicato in Italia il 16 marzo 2005 nella collana Looney Tunes Collection, col titolo All Stars: Volume 3. Fu poi inserito anche nel secondo disco della raccolta DVD Looney Tunes Spotlight Collection Volume 2, uscita in America del Nord il 2 novembre 2004. In seguito fu incluso (nuovamente con le tracce audio alternative) nel secondo disco della raccolta Looney Tunes Platinum Collection: Volume One, uscita in America del Nord in Blu-ray Disc il 15 novembre 2011 e in DVD il 3 luglio 2012. In seguito è stato inserito anche nel secondo DVD della raccolta 50 cartoons da collezione - Looney Tunes della collana Il meglio di Warner Bros., uscita in America del Nord il 25 giugno 2013 e in Italia il 5 dicembre, e nel DVD Looney Tunes Musical Masterpieces (uscito in America del Nord il 26 maggio 2015)

## Accoglienza
Nel suo libro That's All, Folks! The Art of Warner Bros. Animation lo storico dell'animazione Steve Schneider definì il film "il più coinvolgente degli ultimi musical di Freleng", aggiungendo: "Vivace e insolito, è uno sforzo complessivamente vincente". Nel 2010 fu selezionato per l'inclusione nel libro The 100 Greatest Looney Tunes Cartoons; in tale occasione il musicologo Daniel Goldmark sottolineò come il cartone abbia segnato un ritorno al genere musicale che tempo prima aveva dominato i cartoni Warner Bros. e lodò l'interpretazione di Freberg e la colonna sonora.